# Маркетинг микс
Маркетинг микс (още маркетингов микс, на английски: marketing mix) е термин от маркетинга, предложен през 1960 година от Харвардския професор, Нейл Бордън, с който се обозначават поредицата от действия, които дадена фирма извършва, за да повлияе върху мнението и решението на потребителите, така че те да купят техните стоки или услуги. Маркетинговият микс е основно понятие, в маркетинговата теория и практика, защото се проектира и изгражда в резултат на всички проведени маркетингови дейности както на стратегическо, така и на тактическо ниво. Представлява набор от променливи, които фирмите могат да управляват и контролират, така че да проектират и създадат взаимосвързана съвкупност, способна да предизвика желаната ответна реакция от страна на настоящите и потенциални потребители. При формиране на маркетинговия микс се цели да бъдат обхванати всички действия и мероприятия,които могат да бъдат предприети за оказване на въздействие върху целевите потребители.

## Елементи на маркетинг микса
Елементите от маркетинг микса определят маркетинговата тактика, която спомага за осъществяването на маркетинговата стратегия. Те са определени малко по-късно през същата година от професор Джером Маккартни от Мичиганския университет, по следния начин, известен на английски език като 4P: продукт (product), цена (price), дистрибуция (placement) и промоция (promotion). 
- Елементът продукт обхваща всички специфики, свързани със самата стока или услуга и начините, по които потребителите я възприемат в зависимост от своите нужди и желания. От значение за продуктовата политика на фирмата са различни фактори, сред които опаковката, престижа, асоцииран с потреблението на продукта в рамките на дадена социална група, ефективността и качество на продукта, и други.

- Към елемента цена се отнася всичко, свързано с ценовата политика, която дадена фирма следва: продажбени отстъпки, намаления, плащания, кредитиране. При ценообразуването, освен калкулирането на разходите за производство и дистрибуция и желаната печалба, се отчита и факторът „психология на цената“. Той включва използването на „меки числа“ като 0, 9, 6, 8 и такива, които са противоположни по ефект т.нар. „остри числа“ като 1, 7, 4. [3] Свързани с този елемент от маркетинг микса са и решенията за сезонни намаления.

- Елементът дистрибуция включва каналите за разпространение на стоката, покритието на пазара, разпределението на стоковата наличност по стоковите бази, локализацията на стоката в търговската мрежа на дребно (мърчандайзинг), както и транспорта на стоките.

- Четвъртият елемент от маркетинг микса, промоция, е свързан с всички действия, които спомагат за представянето на дадена стока по най-добрия възможен начин, така че да се изтъкнат нейните предимства и достойства, с цел потребителят да бъде убеден и привлечен да я купи. Комуникационната политика на фирмата включва разнообразни методи за промоция като: представяне, реклама, връзки с обществеността, медийно присъствие, лични продажби, директен маркетинг, изграждане на лобита.